# Composé de l'ion argent
 (janvier 2022).
Si vous disposez d'ouvrages ou d'articles de référence ou si vous connaissez des sites web de qualité traitant du thème abordé ici, merci de compléter l'article en donnant les références utiles à sa vérifiabilité et en les liant à la section « Notes et références ».
 (décembre 2007).
Le cation Ag+ fait partie du premier groupe de cations dans le schéma d'analyse qualitative. Sa réaction la plus caractéristique est la suivante :
Ag+ + Cl− → AgCl↓.
cation Ag+ + anion Cl− → précipité de chlorure d'argent (solution légèrement nitrique).
Le chlorure d'argent est soluble dans l'ammoniaque et il se forme alors le chlorure de diammineargent(I) :
AgCl + 2 NH3 → [Ag(NH3)2]Cl +  H2O.
Par chauffage, il y a une décomposition produisant du chlorure d'ammonium et de l'amidure d'argent :
[Ag(NH3)2]Cl → NH4Cl + AgNH2.
L'amidure d'argent est instable et se décompose par la réaction suivante donnant du nitrure d'argent et de l'ammoniac :
3 AgNH2 → Ag3N + 2 NH3.
Le nitrure d'argent est explosif et se décompose au choc :
Ag3N → 3 Ag + 1⁄2 N2.
L'ion argent(I) forme également des complexes avec les anions cyanure et thiosulfate (hyposulfite) pour donner l'ion bicyanoargentate (I) : [Ag(CN)2]− et l'ion dithiosulfato-argentate (I) : [Ag(S2O3)2]3−
- Les ions bromures donnent avec le cation Ag+ un précipité jaune pâle de bromure d'argent : AgBr selon la réaction :

Ag+ + Br− → AgBr↓.
Ce composé est très peu soluble dans la solution aqueuse d'ammoniac, mais se redissolvent en présence d'ions thiosulfate.
- Les ions iodures donnent avec le cation Ag+ un précipité jaune l'iodure d'argent : AgI insoluble dans l'ammoniac selon la réaction :

Ag+ + I− → AgI↓.
Dans un excès de nitrate d'argent (AgNO3), AgI se dissout pour former le complexe : AgI.2AgNO3. L'iodure d'argent se redissout également en présence d'ion cyanure pour forme le complexe [Ag(CN)2]−.
- Les ions sulfure donnent avec le cation Ag+ un précipité noir de sulfure d'argent : Ag2S très insoluble selon la réaction :

2 Ag+ + S2− → Ag2S↓.
- Les bases fortes forment avec l'ion Ag+ un précipité brun d'oxyde d'argent : Ag2O

2 Ag+ + 2 OH− → 2 AgOH.
l'hydroxyde d'argent(I) se décompose :
2 AgOH → Ag2O↓ + H2O.
- Le chromate de potassium forme avec l'ion argent du chromate d'argent de couleur rouge brique :

2 Ag+ + CrO42− → Ag2CrO4↓.
Ce précipité est soluble dans l'acide nitrique et dans l'ammoniac mais insoluble dans l'acide acétique. Ce précipité est l'indicateur coloré du dosage des ions argent par la méthode de Mohr.
- L'acide arsénieux:H3AsO3 donne l'arsénite d'argent, précipité de couleur jaune :Ag3AsO3

L'acide arsénique:H3AsO4 donne l'arséniate d'argent de couleur rouge foncé :Ag3AsO4.
Cette différence de couleur permet de distinguer la valence de l'élément l'arsenic en solution aqueuse.
- L'hydrogénophosphate de sodium donne avec l'ion Ag+ un précipité jaune de phosphate d'argent soluble dans l'acide nitrique et dans l'ammoniac :

3 Ag+ + 2 HPO42− → Ag3PO4↓ + H2PO4−.
Le cation Ag+ est facilement réduit en Ag métallique par divers réducteurs.
- Réduction par le formaldéhyde, de même que par la plupart des aldéhydes (dont le glucose),

à chaud, nous avons la réaction :
Ag2O + HCHO → 2 Ag↓ + HCOOH.
Cette réaction permet de fabriquer les miroirs d'argent.
- Réduction par les ions Mn++ selon l'équation :

2 Ag+ + Mn2+ + 4 OH− → 2 Ag↓ + MnO(OH)2↓ + H2O.
- Action du pyrogallol sur le résidu sec d'une solution de Ag+ donne un précipité d'argent métallique.